# All India Football Federation
Indian Football Association ordnar med organiserad fotboll i Indien, och bildades 1937, för att 1948 anslutas till Fifa. 1954 var man med och grundade AFC. Förbundet håller bland annat i I-League, samt de indiska landslagen.